# Coevorden
52°40′B 6°45′Đ / 52,667°B 6,75°Đ
Coevorden (phát âmⓘ) là một đô thị ở đông bắc Hà Lan. Trong đợt tổ chức lại tỉnh này năm 1998, Coevorden được sáp nhập với Dalen, Sleen, Oosterhesselen và Zweeloo.

## Các trung tâm dân số
Aalden, Achterste Erm, Ballast, Benneveld, Bovensteenwijksmoer, Coevorden, Dalen, Dalerpeel, Dalerveen, De Bente, De Haar, De Kiel, De Mars, Den Hool, Diphoorn, Eldijk, Erm, Gees, Geesbrug, Grevenberg, 't Haantje, Holsloot, Hoogehaar, Kibbelveen, Klooster, Langerak, Meppen, Nieuwe Krim, Nieuwlande, Noord-Sleen, Oosterhesselen, Padhuis, Pikveld, Schimmelarij, Schoonoord, Sleen, Steenwijksmoer, Stieltjeskanaal, Valsteeg, Veenhuizen, Vlieghuis, Vossebelt, Wachtum, Weijerswold, Wezup, Wezuperbrug, Zweeloo và Zwinderen.

## Thành phố Coevorden
Coevorden được lập thành thành phố năm 1408.
Thành phố đã được xây lại đầu thế kỷ 17.

## Thành phố kết nghĩa
- Brest, Belarus